# 悪魔事典
『悪魔事典』（あくまじてん）は、スクウェア・エニックスの『月刊少年ガンガン』に2002年2月号から2004年12月号まで連載された巣山真也のラブコメ漫画作品。2001年12月号にて読切掲載。単行本は全6巻。

## 概要
「悪魔辞典」と間違われやすい。略称は「悪事」。
ストーリーは全体的にはハイテンションに進んでいき、キャラクターが個性豊かで、それもこの作品の特徴の1つである。

## あらすじ
独り暮らしを始めようとする金欠高校生ヒロユキは家賃1万円につられて、いかにも何かの出そうなボロ屋敷に越して来てしまった。誰もいないはずのその部屋にいた悪魔ミルキィ。ひょんなことからヒロユキは彼女の下僕になる契約を結んでしまう。好奇心旺盛で自由奔放な悪魔との同居生活に加え、次々と現れる個性的で奇妙な女の子たちばかりに追いかけられ、羨ましいのかどうか微妙なラインの生活を送ることになる。

## 登場人物

### 主要人物
黛ヒロユキ（まゆずみ ひろゆき）
本作の主人公。上記のように羨ましいのか微妙なラインの生活を送っているが、ラブコメの主人公としての資質は十分持ち合わせている。基本的にケチで金欠の高校生だが、バイトしている場面などは作中に登場しない。ツッコミ用のハリセンを所有している。
ミルキィ・ウェイ
本作のヒロイン。
ヒロユキの越してきた一軒家に住み着いていた悪魔。ヒロユキを下僕にする。自由奔放、好奇心旺盛な性格で行動は予測不可能。悪魔の世界でも恐れられている実力者だが、寂しがり屋だったり意外と乙女な一面もあるが、時代劇や戦隊モノを見るなど、人間界の女子高生にはあまりない行動もする。名前の由来は天の川を意味する熟語「Milky Way」。
早乙女誠（さおとめ まこと）
ヒロユキの後輩で、ヒロユキとの甘い生活を夢見ている。本作の眼鏡っ娘であり、近眼なので常時眼鏡を掛けてないと視えない。妄想癖があり、少し（かなり）危険な女の娘。倒した悪魔はおよそ100（怪しい）の敏腕退魔師（エクソシスト）という意外な一面も持つが、ミルキィには負けっぱなし。つまり、弱い。
アーテリー
ミルキィの使い魔で、頭の中はミルキィに甘えることと、食べること（とにかく大食らいで、ご飯3杯で体調不良と判断される）でいっぱいの兎耳っ娘（本人は兎ではないと言い張っている）。頑張ったご褒美にミルキィに（ほっぺに）チューしてもらうことが夢。初登場時から比べると、しだいに武闘派へと変化してきている。基本的にロリっ娘。名前の由来は動脈を意味する英単語「artery」からきている。

### 人間
草摘理菜（くさつみ りな）
ヒロユキのクラスメイトでヒロユキに想いを寄せる。優しげな笑顔の裏では世界征服を企むなど、かなりブラックな性格でもある。そのため初登場時は、ミルキィの力を我が物としようとしていた。かなりの悪魔マニアで、家にグッズがある他、低級悪魔を召喚できる（ミルキィ曰く、「人間でも下級の悪魔は召喚できる」らしい）。唯一、ヒロユキにきちんと告白した。勉強は全般的に苦手だが保健体育だけは大得意。
早乙女聖（さおとめ ひじり）
絶対秩序者（イヴィルブレイカー）の退魔師で、誠の兄。ものすごく強い退魔師で一度はミルキィ達を追い詰め、封魔の魔法陣（スタンプ）の中に閉じ込めたが、かわいいものに弱いため、開放。直後ケーキで和解。今では悪魔達の財布代わりになっている。誠がヒロユキに対してと同じようにミルキィに好意を持っていたがことごとく失敗した。
黛あゆみ（まゆずみ あゆみ）
超ブラコンのヒロユキの妹。中学生だが理菜さえも赤面するような淫語トークを繰り広げたり、ヒロユキとの間の痴話（作り話）をさも本当にあったことのようにあっちこっちにふれまわる、爆弾娘。パソコンによる画像の捏造も思いのまま。

### 悪魔
フレイ・グランス
ミルキィの魔術学校以来の友人で、ミルキィを追って人間界へやって来た。吸血鬼（ヴァンパイア）の称号を持つ。セクシーなのだが、自分が座っている椅子が自分ごと倒れても気付かないほどの天然なので、効果を生かせない。かわいいものが大好きで、隠し撮りが得意。名前の由来は芳香を意味する英単語「fragrance」から。
ヴェイン
フレイの使い魔で犬（狼）の獣人。使い魔養成学校で同級生だったアーテリーのことを嫌いではない（むしろ仲良くなりたいと思っている）のだが、その素直でない性格ゆえに何かにつけて殺しかけてしまう。ヒロユキに運命を感じている恋愛オタクで基本的に無口。秒速100メートルで走り、一キロ先の人の会話まで聞き取る。嗅覚も鋭い。巨大な狼に変化できる。アーテリーと並んで『悪魔事典』のロリっ娘双璧。名前の由来は静脈を示す英単語「vein」でアーテリーとは対になっている。
リップル
『13魔女（イレイザー）』の隊長で超天然娘（恐らくフレイより）。全てのことに対し面倒くさがり屋。ミルキィの親友で、昔、一匹狼でブラックな性格をしていたミルキィを自分のペースに引き込む形で、友とした。ミルキィに精神操作の魔術のかかった槍で刺されたこともあり、ミルキィは彼女を殺したことがトラウマになっていた。しかし、実際は死ぬはずなかった（悪魔は白魔道以外では死なないらしい）。絶対秩序者（イヴィルブレイカー）である聖を小道具なしで倒したことから、相当な実力を持っていることがわかる。名前の由来はさざ波を意味する英単語「ripple」から来ている。
魔王（まおう）
物語終盤に登場する本作の黒幕。魔界の王であり、悪魔の帝王。別称「パティオ」（ミルキィが呼称）。
身長が低く、子供にしか見えない。またその容姿を生かした演技も得意なようだ。ミルキィを非常に湾曲した形で溺愛しており、ヒロユキを殺そうとしたこともある。また、他の悪魔達から過度に畏怖されていることから、魔界において最高権力を持ち、事実上、最強の存在であるといえる。意外と素直である。

## 書籍
巣山真也『悪魔事典』旧エニックス、スクウェア・エニックス〈ガンガンコミックス〉、全6巻
1. 2002年8月22日初版発行 ISBN 9784757507630
2. 2003年2月22日初版発行 ISBN 9784757508767
3. 2003年8月22日初版発行 ISBN 9784757510104
4. 2004年2月21日初版発行 ISBN 9784757511415
5. 2004年8月21日初版発行 ISBN 9784757512535
6. 2005年2月22日初版発行 ISBN 9784757513648